# Okko Kamu
Okko Tapani Kamu est un chef d'orchestre finlandais, né le 7 mars 1946 à Helsinki

## Biographie
Né dans une famille de musiciens, son père est contrebassiste à l'Orchestre philharmonique d'Helsinki.
Très jeune, il apprend le violon et est admis à l'Académie Sibelius dès six ans.
En 1964, il forme son propre quatuor à cordes, les Suhonen, où il joue le premier violon. À l'âge de vingt ans, il devient premier violon de l'Opéra national de Finlande, avant de passer à la direction deux ans plus tard. En 1965 il entra comme suppléant du chef des seconds violons à l'orchestre d'Helsinki. Six mois plus tard il était déjà maître de concert à l'opéra national de Finlande. De là au pupitre de dirigeant il n'y a qu'un pas court mais difficile.Il le fit pour la première fois sur la recommandation de Leif Segerstam qui était son ami.
Bien qu'autodidacte à la direction, il est nommé chef invité de l'Opéra royal de Suède en 1969, année où il remporte le prix de direction Herbert von Karajan à Berlin. Sa carrière internationale est lancée.
Okko Kamu a ainsi été invité à diriger les orchestres majeurs à travers le monde. Il a été chef invité permanent de l'Orchestre symphonique de Birmingham, de l'Orchestre philharmonique de Copenhague et de l'Orchestre de chambre de Lausanne. Il a été directeur musical de l'Opéra national de Finlande et de l'Orchestre symphonique d'Helsingborg.
Il a été chef invité permanent de l'Orchestre symphonique de Singapour 2006—2017.
Il a été marié 1970—c. 1988 à Arja Nieminen, célèbre prima ballerina de l'Opéra National de Finlande.

## Répertoire
Il a notamment enregistré les quatre symphonies et le concerto pour piano de Franz Berwald, la musique pour orchestre à cordes d'Aulis Sallinen et les concertos pour flûte de Krzysztof Penderecki, Tōru Takemitsu et Sallinen.